# Chiếc kèn của thiên nga
Chiếc kèn của thiên nga là tiểu thuyết viết cho thiếu nhi của Elwyn B. White, xuất bản vào năm 1970. Truyện kể về Louis, một chú thiên nga kèn bị câm bẩm sinh, đã cố gắng khắc phục khuyết tật bằng việc học chơi kèn trumpet và chinh phục nàng thiên nga Serena xinh đẹp.

## Nội dung tóm tắt
Mùa xuân năm 1968 ở Canada, cặp vợ chồng thiên nga nọ làm tổ trên một hòn đảo nhỏ giữa hồ. Sam Râu xồm, một cậu bé 11 tuổi đi cắm trại, đã quan sát đôi chim và cứu thiên nga cái thoát khỏi một con cáo. Từ đó, đôi thiên nga bắt đầu tin tưởng cậu và Sam có cơ hội được nhìn thấy 5 quả trứng của chúng. Tất cả các con thiên nga con đều kêu bip bip để chào Sam, trừ chú chim nhỏ nhất tên là Louis, không thể phát ra một tiếng kêu nào mà chỉ biết kéo dây giày của Sam.
Cha mẹ Thiên nga ngày càng lo lắng về cậu con trai út Louis, dường như cậu đã bị câm. Họ lo rằng khi lớn lên, cậu sẽ không thể kết đôi vì không thể cất tiếng kêu như những con thiên nga khác. Cha của Louis hứa sẽ tìm cách để cậu có thể giao tiếp được. Vào cuối mùa hè, gia đình thiên nga bay tới khu trú đông, vùng hồ Đá đỏ ở Montana. Louis quyết định học đọc và viết để có thể giao tiếp, vì thế chú bay khỏi nơi trú ẩn. Sam Râu xồm sống gần đó nên cậu rất sẵn lòng mang người bạn thiên nga của mình tới trường vào sáng hôm sau. Louis đã chứng tỏ khả năng đọc viết tự nhiên của mình, Sam mua cho chú bảng và bút phấn để thiên nga có thể giao tiếp.

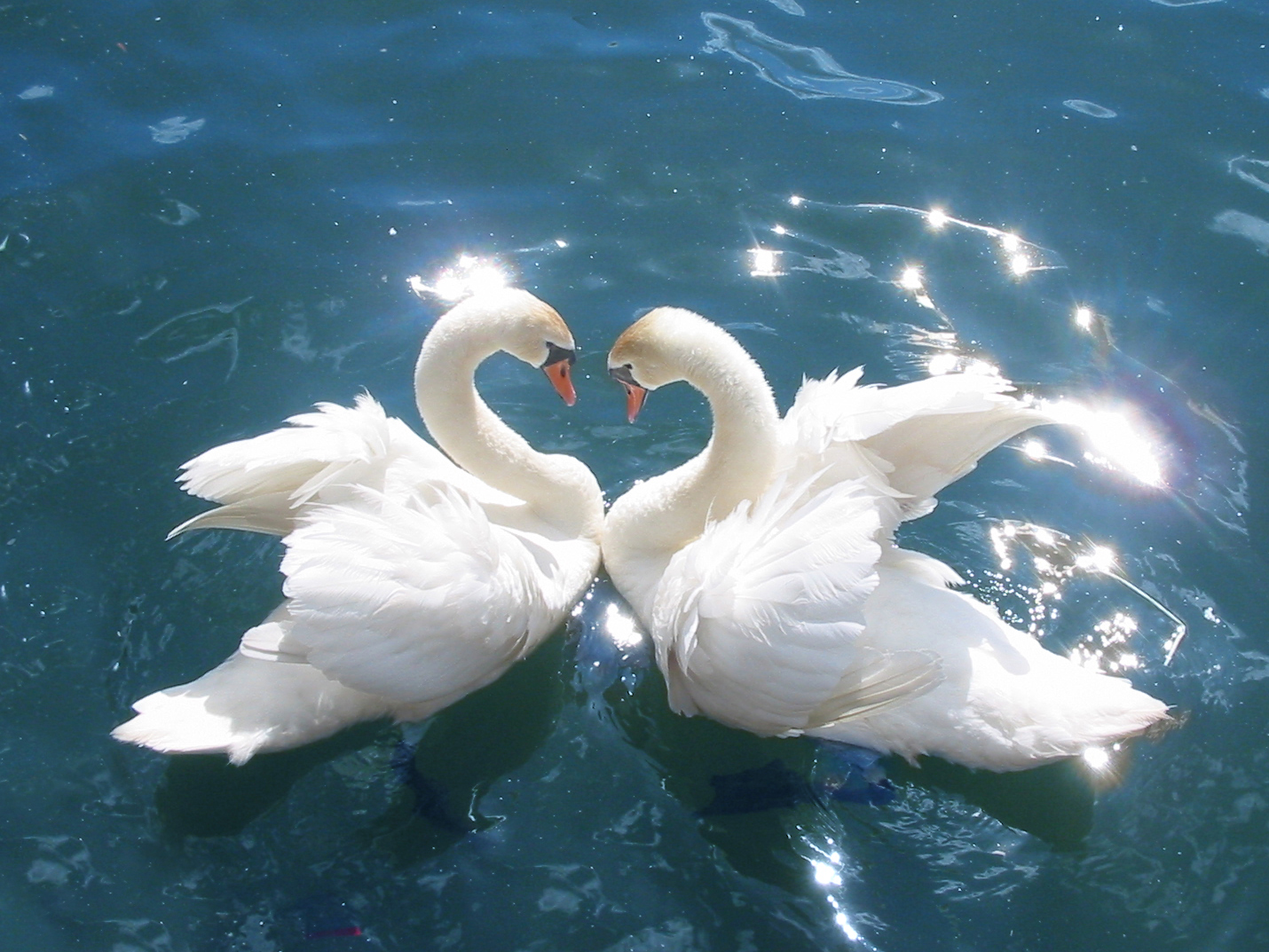
vợ chồng thiên nga

Thật không may, vì những con thiên nga khác không biết đọc, Louis vẫn rất cô đơn khi trở về vùng hồ Đá đỏ. Chú đã phải lòng một cô thiên nga trẻ trung, Serena - nhưng không thể làm nàng để ý tới mình. Cha của Louis bay tới một cửa hiệu nhạc cụ ở Billings, Montana, đập vỡ cửa sổ và đánh cắp một chiếc kèn trumpet có dây buộc cho con trai mình. Louis cảm thấy có lỗi vì hành vi trộm cắp của cha mình, nhưng đã chấp thuận nhạc cụ này. Serena đã di cư lên phương bắc nên Louis quay về nông trang của gia đình Sam. Sam gợi ý Louis nên kiếm việc làm để trả tiền cho cây kèn trumpet cũng như những thiệt hại của cửa hàng nhạc cụ, vậy là Louis tìm được việc làm người thổi kèn báo hiệu ở trại hè Kookooskoos, nơi Sam tham dự.
Louis chơi kèn và sáng tác một bản tình ca dành cho Serena. Chú thuyết phục Sam dùng dao lam để rạch lớp màng ở chân phải của mình, nhờ thế chú có thể chơi được nhiều nốt nhạc hơn. Chú cũng đã cứu sống Gọt Vỏ táo – một cậu bé khó ưa thoát khỏi chết đuối. Cuối mùa hè, Louis được nhận Huy chương cứu mạng, một túi đựng tiền không thấm nước và 100$. Sam gợi ý Louis tìm việc ở Thuyền thiên nga tại Boston. Chú bay qua muôn nẻo đất nước và nhanh chóng thành công, với mức lương 100$/tuần. Chú thậm chí còn nghỉ một đêm tại khách sạn Ritz.
Một hộp đêm ở Philadelphia đề nghị Louis làm việc với mức lương 500$/tuần. Chú rời Boston và trở thành một thành viên của vườn thú Philadelphia. Người quản lý chim muông đồng ý sẽ không cắt đuôi cánh của Louis như những con thiên nga khác trong vườn thú. Vào một đêm mưa bão, Serena bị gió cuốn và rơi xuống Hồ Chim. Louis chơi kèn cho Serena nghe, cuối cùng thì cô cũng chú ý tới chàng. Nhưng khi những người quản lý vườn thú nhận ra Serena, họ đã tìm cách cắt đuôi cánh của cô và bị Louis tấn công để bảo vệ nàng. Chú thuyết phục người quản lý hoãn cuộc phẫu thuật một thời gian ngắn và gửi điện nhờ Sam giúp đỡ. Sam tới Philadelphia và đàm phán với người quản lý: với mỗi lứa thiên nga con được sinh ra, sẽ luôn có ít nhất một con cần được chăm sóc và bảo vệ; và nếu Louis sẵn sàng dành tặng một con thiên nga cho vườn thú, người quản lý sẽ để Louis và Serena được tự do ra đi.
Louis và Serena bay trở lại vùng hồ Đá đỏ. Louis viết lời xin lỗi trên tấm bảng để thiên nga cha mang đi cùng túi tiền trị giá $4.420,78 tới trả cho cửa hàng nhạc cụ ở Billings. Vì lo sợ con thiên nga sẽ phá vỡ cửa sổ một lần nữa, người chủ cửa hàng đã bắn trúng vai con thiên nga già. Thiên nga đã được cứu chữa tại bệnh viện và bay về vùng hồ Đá đỏ. Nhiều năm sau, khi Sam 20 tuổi, trong một lần đi cắm trại ở Canada, anh nghe thấy Louis đang chơi kèn cho đàn con của mình. Anh viết: "Tối nay mình nghe thấy tiếng kèn của Louis, cha mình cũng nghe thấy. Gió thổi xuôi chiều, và đúng vào lúc màn đêm buông xuống, mình đã nghe thấy tiếng kèn báo giờ đi ngủ. Không gì trên thế giới này có thể khiến mình thích hơn tiếng kèn của một con thiên nga".

## Phim, TV, âm nhạc
Năm 1972, Nhạc sĩ Benjamin Lees đã soạn một tấu khúc dựa trên câu chuyện này và đã được trình tấu bởi Philadelphia Orchestra.
Năm 2001, một phim hoạt hình đã được hãng phim RichCrest Animation Studios  thực hiện tại Hoa Kỳ.